# Hietajoki
Hietajoki is een rivier die stroomt in de Finse gemeente Enontekiö in de regio Lapland. De rivier ontspringt op de hellingen van de Hietakero en een merencomplex in het linkeroor van Finland nabij de grens met Noorwegen. De rivier stroomt naar het zuiden en heeft als belangrijkste zijrivieren de Uijajoki en Puussasjoki. De rivier is volgens de opgave van de SMHI (Zweeds instantie voor waterhuishouding) 42960 meter lang. De Hietajoki behoort tot het stroomgebied van de Torne.
Naamvarianten zijn Jietajoki Jietasjoki (Zweeds) en Jiehtajohka/Jiehttajohka (Samisch). Naamgenoot is de Zweedse Hietajoki
Afwatering: Hietajoki → Muonio → Torne → Botnische Golf